# (29348) Criswick
(29348) Criswick (1995 FD) – planetoida z grupy pasa głównego asteroid okrążająca Słońce w ciągu 4,22 lat w średniej odległości 2,61 j.a. Odkryta 28 marca 1995 roku.